# ایمپلنت پستان

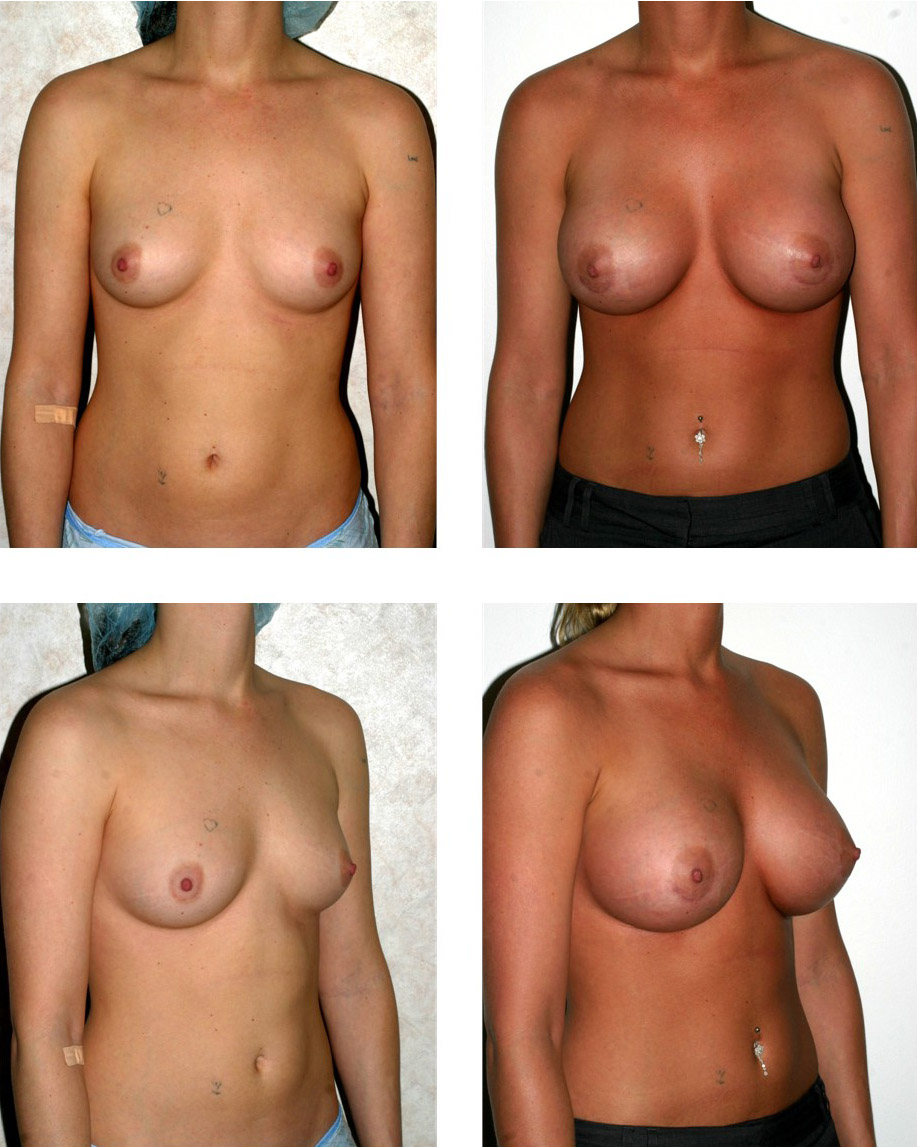
قبل و بعد از بزرگ کردن اندازهٔ پستان

ایمپلنت پستان (به انگلیسی: Breast Implant) یا درون‌کاشت پستان به عملی گفته می‌شود که در آن برای بزرگ‌تر کردن اندازهٔ پستان، کیسه‌های سیلیکونی پر شده از سیلیکون یا آب‌نمک را در سینهٔ زن‌ها قرار می‌دهند. ایمپلنت سینه پروتزی است که برای تغییر اندازه، شکل و کانتور سینه افراد استفاده می شود. در جراحی پلاستیک ترمیمی، ایمپلنت سینه را می توان برای بازگرداندن ظاهر طبیعی سینه پس از ماستکتومی، اصلاح نقایص مادرزادی و بدشکلی های دیواره قفسه سینه یا از نظر زیبایی، بزرگ کردن ظاهر سینه از طریق جراحی بزرگ کردن سینه قرار داد.

## عوارض
1. Chest wall
2. Pectoralis muscles
3. Lobules
4. Nipple
5. Areola
6. Milk duct
7. Fatty tissue
8. Skin envelope

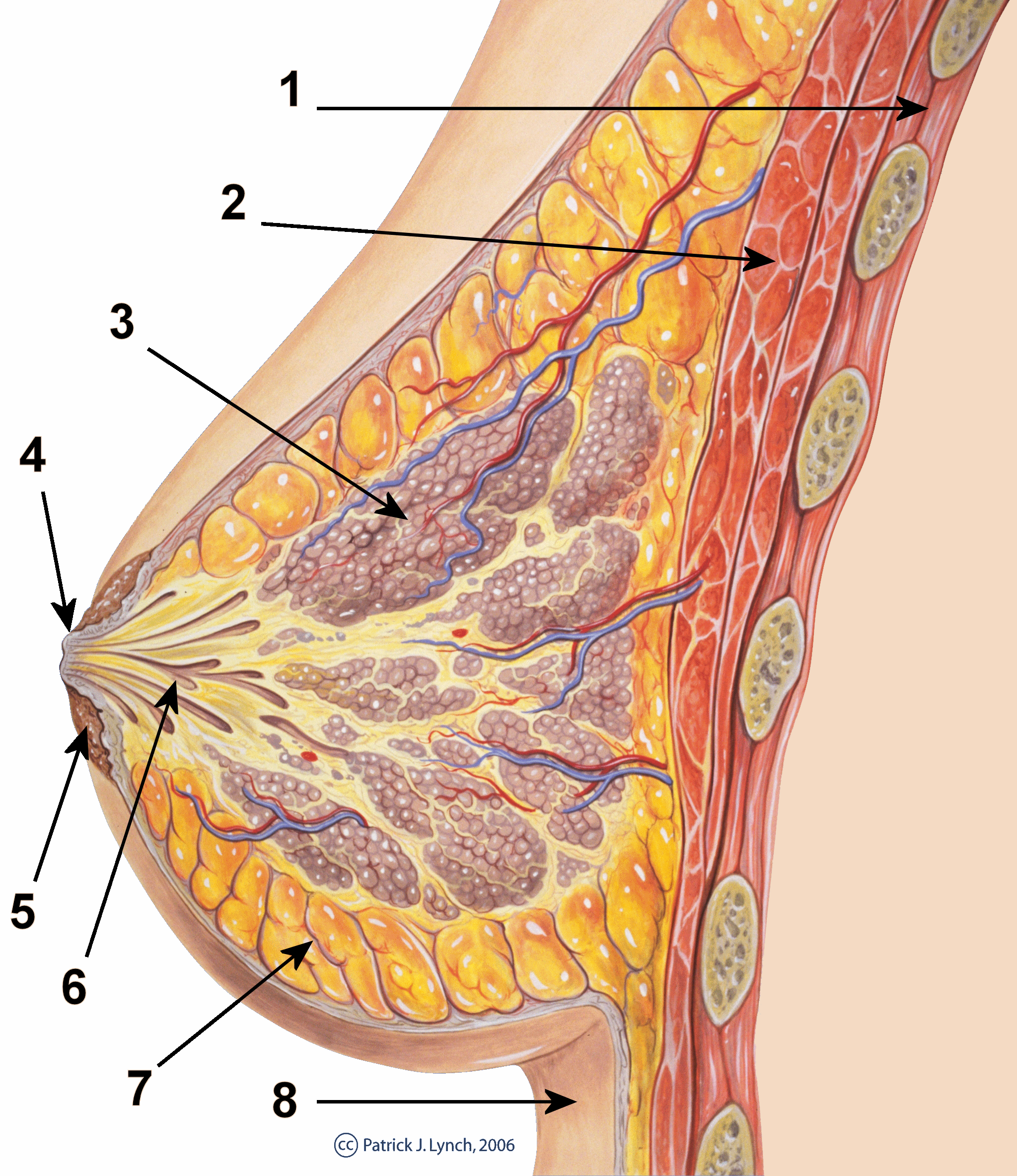
طرح مقطع غده پستانی.

عوارض ایمپلنت ممکن است شامل درد سینه، بثورات، تغییرات پوستی، عفونت، پارگی، تغییرات زیبایی در سینه‌ها مانند عدم تقارن و سختی و تجمع مایع در اطراف سینه باشد.